# Bovines Immundefizienz-Virus
Das Bovine Immundefizienz-Virus (BIV, englisch Bovine immunodeficiency virus) ist ein Retrovirus, das zu den Lentiviren gezählt wird und weltweit verbreitet ausschließlich Rinder infiziert. Es wird zu den bekannten Immunodefizienzviren gezählt, zu denen auch das HI-Virus (AIDS) und andere Viren aus der Veterinärmedizin gehören. Zurzeit (2006) ist die Bedeutung einer BIV-Infektion nicht geklärt, das Wissen über dieses Virus ist noch gering. Das BIV zeigt eine antigenische und strukturelle Ähnlichkeit zum HIV-1 und des Maedi-Visna-Virus der Schafe. Früher wurde es auch als Bovines-Visna-Virus bezeichnet. Das BIV wurde zuerst im Jahre 1970 in der Literatur beschrieben, und zwar von Van der Maaten und Mitarbeitern an der Iowa State University's School of Veternarian Science. Das BIV ist mit dem Jembrana-Disease-Virus (JDV) nahe verwandt, das ebenfalls zu den Lentiviren gezählt wird.
Hüllproteine des BIV besitzen eine Affinität zu Progesteron und sind dem HIV gp120 Protein ähnlich. Interessanterweise ist diese Affinität auf Progesteron menschlicher Herkunft, sowie auf die Herkunft einiger anderer Tierrassen beschränkt, jedoch ist BIV nicht affin zu Progesteron von Rindern.
1978 wurden experimentell auch menschliche Zellkulturen erfolgreich mit BIV infiziert (siehe Georgiades).

## Epidemiologie
Das Virus scheint weltweit bei Rindern verbreitet zu sein. Bei einer serologischen Studie in Ontario wurden in etwa einem Fünftel der Rinderherden positive Reagenten gefunden, dabei lag die Prävalenz bei 4 bis 7 %. Aus Holland wird eine Seroprävalenz von 1,5 % gemeldet. Auch in Deutschland werden Antikörper gegen das Virus bei Rindern gefunden. Der Krankheitsverlauf scheint sehr langsam zu verlaufen (Lentivirus).

## Symptomatik
Neben einer Lymphozytose (erhöhte Zahl an Lymphozyten) sind die verschiedenen Angaben in der Fachliteratur zu klinisch relevanten Symptomen nicht einheitlich. Mögliche Symptome können eine geringe Milchleistung, Abmagerung und perivaskuläre ZNS-Infiltrate sein. Eine typische Immundefizienz wurde bislang nicht beschrieben.

## Therapie
Ein kausale Therapie ist nicht bekannt, eine Impfung bislang nicht möglich.